# Cementiri de Llofriu
El Cementiri de Llofriu és una obra neoclàssica de Palafrugell (Baix Empordà) protegida com a Bé Cultural d'Interès Local.

## Descripció
Es tracta d'un recinte de planta rectangular amb una tanca de pedra i morter. La porta d'accés presenta un marc ressaltat coronat per un frontó poc destacat. Al cim hi ha clavada una creu de forja, als braços de la qual hi figura la següent inscripció: C.P. 1895. Els batents de la porta són també de ferro.
Els rengles de nínxols ocupen tot l'espai del fons i només part dels laterals. A cada costat de l'entrada hi ha dos petits locals simètric. La façana és de color ocre en els ressalts i blanc pel que fa a la resta. Darrere del cementiri hi ha un altre clos minúscul i rectangular amb el mateix tipus de tanca i porta de rajols a sardinell. L'interior és cobert de bardisses. Sembla que es tracta d'un cementiri laic.

## Història
Josep Pla a la seva obra Peix Fregit afirma que l'origen del cementiri civil de Palafrugell és de 1887. No diu res del de Llofriu, tot i que ell volia ser enterrat en aquest cementiri parroquial i així ho manifesta en alguns escrits.